# Sioguí Abajo
Sioguí Abajo se ubica en la Provincia de Chiriquí, al oeste del país, a 300 km de distancia de Ciudad de Panamá. Se encuentra a 191 metros sobre el nivel del mar y tiene una población de 2.675 habitantes.
El terreno alrededor de Sioguí Abajo es plano al suroeste, pero al noreste es montañoso. La tierra alrededor de Sioguí Abajo cubría el fondo hacia el sur el punto más alto de la zona es el Corregimiento Guayabal, 946 metros sobre el nivel del mar a 18,9 km al norte de Sioguí Abajo. Hay alrededor de 43 personas por kilómetro cuadrado alrededor de Sioguí Abajo población relativamente pequeña. La ciudad más grande más cercana es La Concepción a 5,8 km al este de Sioguí Abajo. El campo alrededor de Sioguí Abajo está casi completamente cubierto.